# Martin Lichtenstein
Martin Heinrich Carl von Lichtenstein (Hamburgo, 10 de janeiro de 1780 — no mar entre Korsør e Kiel, 2 de setembro de 1857) foi um médico, zoólogo e explorador alemão.
Seu pai foi o zoólogo Anton August Heinrich Lichtenstein (1753-1816).

## Biografia
Estudou medicina em Jena e Helmstedt. Entre 1802 e 1806, viajou  para o sul da África, tornando-se médico pessoal do governador do Cabo da Boa Esperança. Como resultado da viagem publicou, em  1810, Reisen in südlichen Africa.
Em 1811 assumiu a cadeira de professor na Universidade de Berlim e, em 1813, foi indicado como diretor do Museu Zoológico de Berlim, sucedendo Johann Karl Wilhelm Illiger (1775-1813).
Em 1841, Lichtenstein assumiu a responsabilidade da criação do Jardim Zoológico de Berlim, persuadindo Frederico Guilherme IV doar as terras de sua criação de faisões.
Trabalhou com as coleções coletadas por Ferdinand Deppe (1794-1861), porém o seu trabalho taxinômico não foi de qualidade. Pouco se incomodou em explorar as publicações existentes na língua inglesa e francesa, satisfazendo-se em nomear as espécies segundo critérios que julgou satisfatórios. Além disso, não se preocupou em publicar as descrições destas espécies, deixando aos outros o cuidado de fazê-lo, como Johann Georg Wagler (1800-1832), John Gould (1804-1881), Christian Ludwig Brehm (1787-1864) e outros.
Lichtenstein foi substituído na direção do museu por Jean Louis Cabanis (1816-1906).

## Obra
- Reisen im südlichen Afrika, 1810.